# بالجام (امیرداغ)
بالجام (به ترکی استانبولی: Balcam) یک منطقهٔ مسکونی در ترکیه است که در امیرداغ واقع شده‌است.